# Werner W. Weiss
Werner Wolfgang Weiss (* 1943 in Wien) ist ein österreichischer Physiker und Astronom. Neben internationalen Projekten forscht er an der Universitätssternwarte Wien vor allem an Sternatmosphären und an Entwicklung und Betrieb der BRITE-Kleinsatelliten für die Astronomie.
Weiss studierte technische Physik an der TU Wien und baute mit seinem Studienkollegen Hermann Mucke die astronomische Beobachtungsstation am Wiener Flakturm auf. 1971 wurde er Assistent am Institut für Astronomie der Universität Wien. Nach seiner Habilitation wechselte er 1982 als Max-Kade-Fellow der Akademie der Wissenschaften ans Institut für Astronomie der Universität Hawaii. Nach einer Gastprofessur an der Université Nice war er von 1994 bis 2004 stellvertretender Leiter des Instituts für Astronomie der Universität Wien. Neben seiner wissenschaftlichen Tätigkeit engagierte sich Werner Weiss immer für die Popularisierung seines Faches. Er leitete von 1980 bis 1982 die Kuffner-Sternwarte in Wien und trug damit wesentlich zum Verständnis der Bevölkerung für astronomische Forschung und zum Erhalt dieses historischen Juwels bei. Derzeit ist er zweiter Vorsitzender des Österreichischen Astronomischen Vereins.
Weiss ist Mitglied mehrerer wissenschaftlicher Organisationen wie der Internationalen Astronomischen Union und des Programmkomitees der Europäischen Südsternwarte (ESO). Seit Oktober 2009 im Ruhestand, setzt er aber im Rahmen eines Dienstvertrages die Projektleitung von UniBRITE fort. Bis 2013 leitete er das BRITE Executive Committee zur Entwicklung von sechs baugleichen Satelliten – paarweise aus Österreich, Kanada und Polen. 2014 wurde er mit dem Polarstern-Preis des Österreichischen Weltraumforums ausgezeichnet.